# Metagonia taruma
Metagonia taruma är en spindelart som beskrevs av Huber 2000. Metagonia taruma ingår i släktet Metagonia och familjen dallerspindlar. Inga underarter finns listade i Catalogue of Life.